# Stichting Buitenkunst

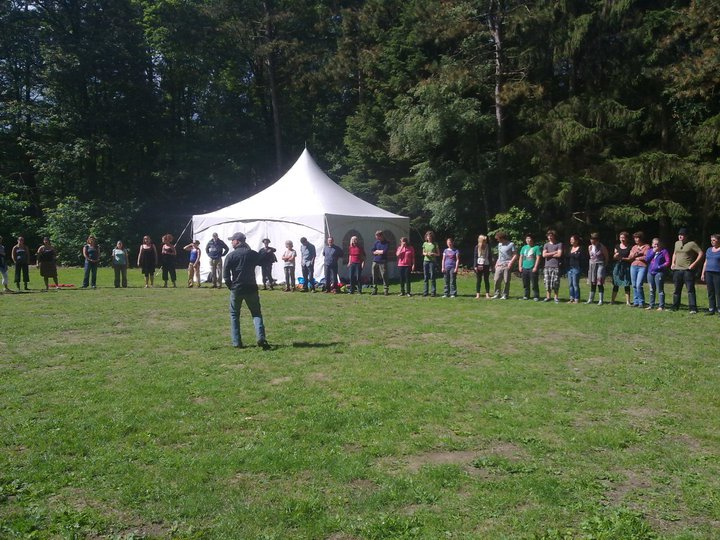
Zangworkshop

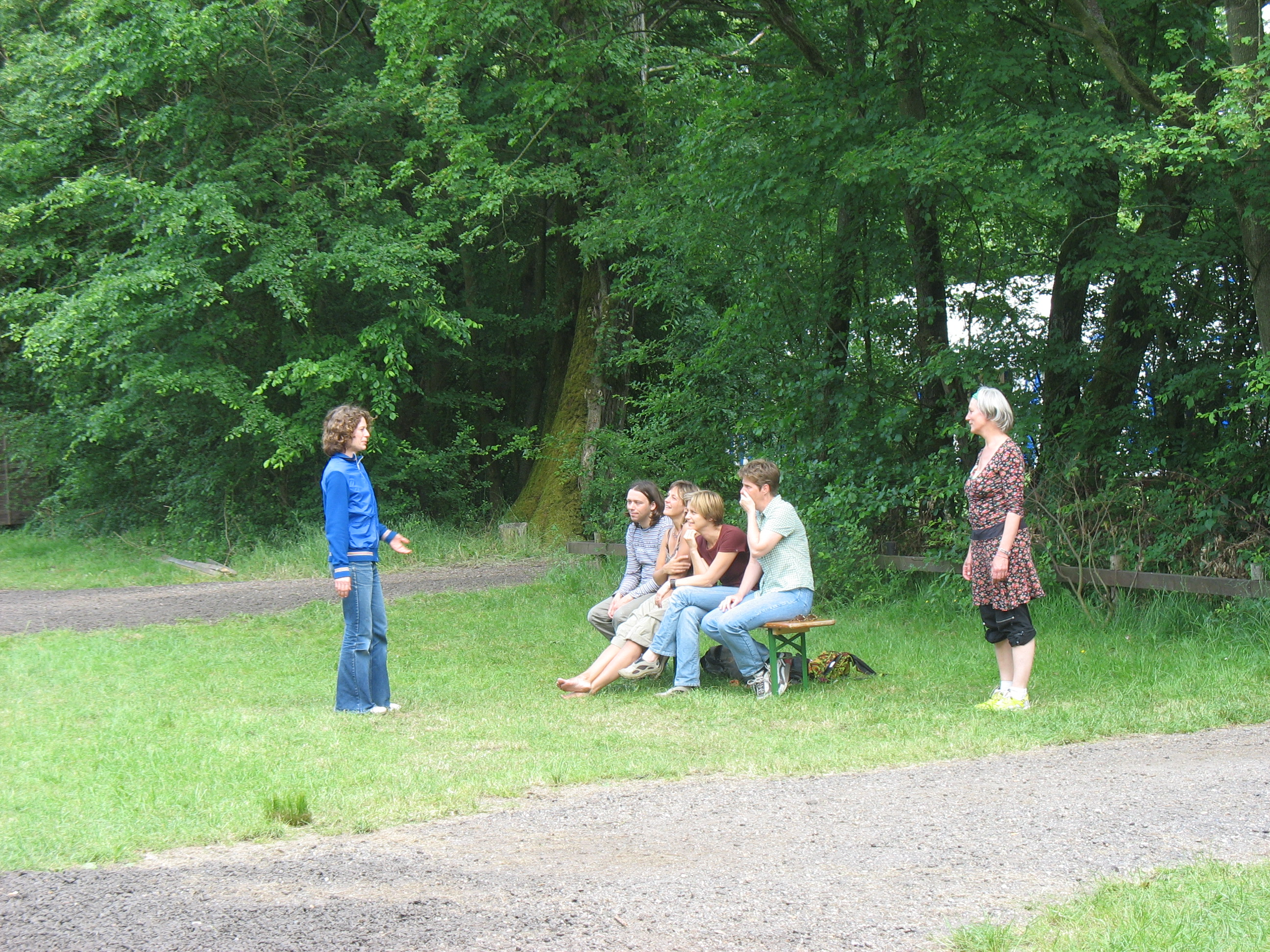
Theaterworkshop

Stichting Buitenkunst is een Nederlandse organisatie die zich voornamelijk bezighoudt met projecten waarbij professionele kunstenaars hun kennis en kunde op een toegankelijke manier overdragen aan deelnemers in de vorm van workshops die nabij het terrein kamperen. Directeur en oprichter is Arthur Schmidt. 
Als accommodatie voor haar activiteiten gebruikt Buitenkunst onder andere bossen, velden en werktenten. Er zijn twee Buitenkunst-terreinen: een terrein van Staatsbosbeheer in het Drentse Elp en een eigen terrein aan het Drontermeer. Tijdens weken in de zomervakantieperiode en gedurende enkele weekenden, worden op deze terreinen programma's georganiseerd. De deelnemers die zich daarvoor hebben ingeschreven kunnen in workshopvorm kennismaken met of zich verder bekwamen in het uitvoeren van theater, muziek, zang, dans, fotografie, beeldende kunst, schilderen en schrijven. 
Uit de verschillende workshops komen vaak presentaties voort, die dezelfde avond op het Buitenkunst-terrein worden getoond aan de andere deelnemers. Regelmatig zijn er ook gezamenlijke presentaties van verschillende workshops. Op die manier worden verschillende kunstvormen met elkaar in contact gebracht.
Naast de lente- en zomerprogrammering organiseert de stichting voorstellingen van jonge theatermakers. Er is ook een uitgeverij, Theaterboek, gespecialiseerd in theaterteksten. De medewerkers van Buitenkunst hebben een opleiding in de kunsten of hebben daarin naam gemaakt, zoals Marjan Barlage, Bert Janssen, Rosa Everts, Reinier Sonneveld, Lisa Weeda, Tjitske Jansen en Talitha van der Spek. 